# بلک بلت
بلَک بِلْت (به انگلیسی: Black Belt) یک ماهنامه آمریکایی با موضوع هنرهای رزمی است که در سال ۱۹۶۱ توسط میتوشی اویه‌هاراپابه‌گذاری و تحت نام شرکت بلک بلت در لوس آنجلس تا سال ۱۹۷۳ چاپ و منتشر شد. این مجله توسط شرکت اکتیو اینترست مدیا منتشر می‌شود.
در نخستین سال‌های انتشار این مجله بروس لی نیز در نوشتن بسیاری از مقالات این مجله مشارکت داشت. وی نقش کلیدی در تنظیم، چاپ و انتشار مطالب بروس لی داشت.
اویه‌هارا در سال ۱۹۷۴ شرکت رین‌بو پابلیکیشنز را نخست در لس آنجلس و سپس در بربنک و سانتا کلاریتای کالیفرنیا پایه‌گذاری کرد. تا پیش از رفتن به هونولولو در سال ۱۹۸۰، اویه‌هارا رئیس این شرکت بود و پس از آن تا سال ۱۹۸۸ نقش مشاور مجله را داشت. در بین سال‌های ۱۹۷۴ تا ۱۹۹۷ این مجله ادیتورهای گوناگونی داشت تا در سال ۱۹۹۷ و کمی پیش از تصاحب مجله توسط انتشارات سبوت پابلیشینگ، رابرت دبلیو. یانگ ادیتور این مجله شد و تا سال ۲۰۱۳ نیز در این سمت بود.
انتشارات سبوت پابلیشینگ در سال ۲۰۰۳ توسط اکتیو اینترست مدیا خریداری شد.

## واژه‌نامه
1. ↑  Cheryl Angelheart
2. ↑  Mitoshi Uyehara
3. ↑  Active Interest Media
4. ↑  Rainbow Publications
5. ↑  Sabot Publishing
6. ↑  Robert W. Young